# Pavel Fiala
Pavel Fiala (29. března 1937 Praha – 20. června 2016 Trutnov) byl český divadelník a dramatik, významná postava éry „malých divadel“ 60. let 20. století. Byl zakladatelem Kladivadla (dnes Činoherní studio), proslul i spoluprací s Josefem Dvořákem.

## Život
Vystudoval průmyslovku, poté pracoval jako projektant v různých podnicích (Okresní stavební podnik v Broumově, Stavební úřad v Polici nad Metují). Roku 1960 založil v Broumově Kladivadlo, jako amatérskou scénu. V letech 1963–1965 působilo Kladivadlo v Kadani a roku 1965 se přemístilo do Ústí nad Labem. Zde se profesionalizovalo a Fiala mohl opustit civilní povolání a stal se v ústeckém Kladivadle uměleckým šéfem, hlavním autorem a režisérem. Pro Kladivadlo napsal hry Kabaret o myšilidech, Láska a dvě variace, Hudryjáda a skorokrokodýl, Ten kůň se musí nějak jmenovat, Máslo ad. V 60. letech také přispíval do periodik jako Divadelní noviny a Host do domu. 
Po sovětské okupaci byl v rámci procesu tzv. normalizace roku 1971 z divadla vyhozen a rok nemohl sehnat zaměstnání. Roku 1972 se uchytil jako vedoucí diskotékového klubu Dynacord v Praze. V roce 1973 se mu podařilo vrátit k divadelnictví, když se stal dramaturgem pražského Uměleckého studia mladých Rubín, avšak již roku 1974 byl znovu vyhozen, podle svých slov osobně komunistickým funkcionářem Miroslavem Štěpánem. Nastoupil tedy na volnou nohu a živil se pořádáním tvůrčích dílen pro amatérské divadelníky, různými spolupracemi se šermířskými skupinami či s mimem Borisem Hybnerem. 
Průlom přišel až v druhé polovině 70. let, kdy mohl začít psát pro divadlo Semafor, kde si spolupráci s ním vybojoval Josef Dvořák, jehož Fiala kdysi objevil v Kladivadle (po roce 1989 se pak ukázalo, že za tuto možnost Fiala patrně zaplatil i spoluprací s StB). Pro Dvořákovu skupinu v Semaforu Fiala napsal několik her, z nichž některé se staly v 80. letech doslova kultovní - zejména hra S pydlou v zádech (1983). Otevřela se mu i možnost spolupráce s filmem, podílel se na scénářích celovečerních filmů Útěky domů (1980, režie Jaromil Jireš) a Smích se lepí na paty (1986, režie Hynek Bočan). Roku 1986 se stal dramaturgem Parku kultury a oddechu Julia Fučíka (dnes Výstaviště) v Praze. Byl jím až do roku 1990, poté se stal ředitelem Kulturního domu v Trutnově. Od roku 1993 byl znovu na volné noze.